# El Desecho 1ra. Sección
El Desecho 1ra. Sección är en ort i Mexiko.   Den ligger i kommunen Huimanguillo och delstaten Tabasco, i den sydöstra delen av landet, 600 km öster om huvudstaden Mexico City. El Desecho 1ra. Sección ligger 32 meter över havet och antalet invånare är 486.
Terrängen runt El Desecho 1ra. Sección är mycket platt. Runt El Desecho 1ra. Sección är det ganska tätbefolkat, med 60 invånare per kvadratkilometer. Närmaste större samhälle är Cárdenas, 16,7 km norr om El Desecho 1ra. Sección. Trakten runt El Desecho 1ra. Sección består till största delen av jordbruksmark.